# Theodore Jacobsen

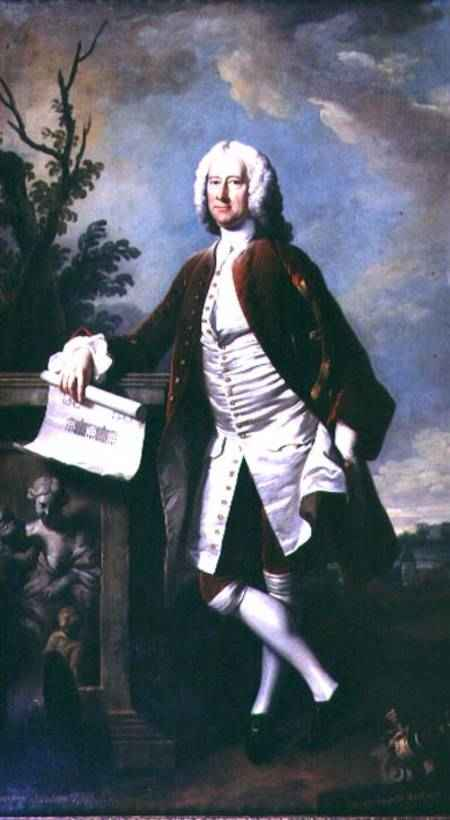
Thomas Hudson: Porträt Theodore Jacobsen

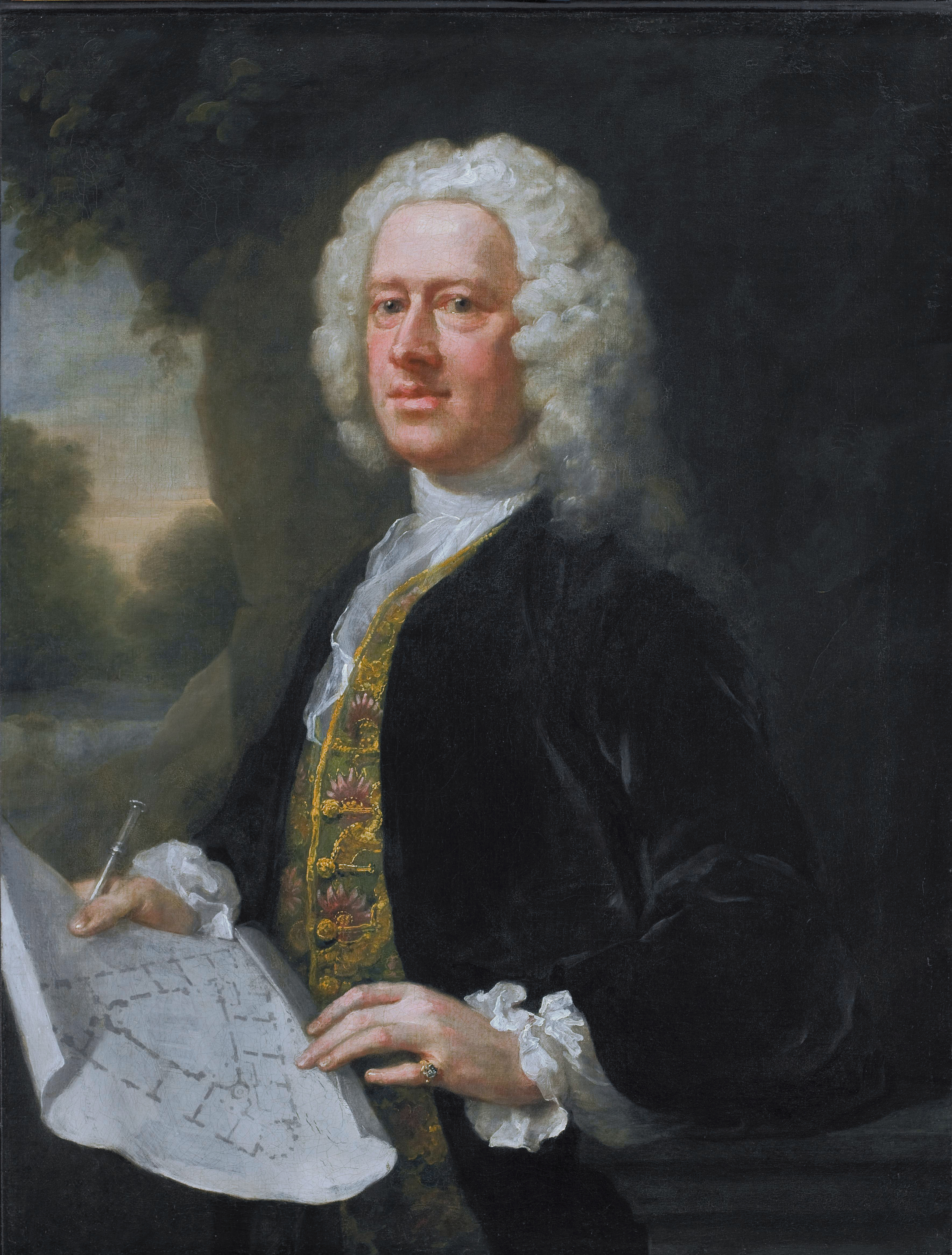
William Hogarth: Porträt Theodore Jacobsen

Theodore Jacobsen (geboren in London; † 25. Mai 1772 ebenda) war ein Händler und Architekt deutscher Herkunft, der in London arbeitete.

## Leben
Jacobsen war ein Sohn Jacob Jacobsens und ein Nachfahre Heinrich Jacobsens aus Hamburg. Dessen in Hamburg geborener Sohn Theodor Jacobsen (* 26. April 1619; † 7. November 1680) war seit 1660 in London ansässig und lebte zur Zeit des Großen Brandes von London in der Nähe des Stalhofs (Steelyard). Dessen Sohn Theodor Jacobsen († 17. Juli 1706) war von 1680 bis zu seinem Tod Gesandter der Hansestädte Bremen, Hamburg und Lübeck am Hof von St. James sowie seit 1681 House-Master des Steelyards. Er war mit seinem Bruder Jacob Jacobsen, dem Präsidenten der Kaufleute von Allmayne, in Streitigkeiten um diesen Handelsplatz verwickelt. Jacobsen führte 1728 diese Familienklage mit den Kaufleuten fort.
Der Onkel Theodor Jacobsen verteilte bereits zu Lebzeiten Anteile seines Vermögens an seine beiden Neffen, da sein Bruder bereits verstorben war und er selbst keine Kinder hatte. Bei dessen Tod im Jahr 1706 war Jacobsen noch minderjährig. Sein älterer Bruder Sir Jacob Jacobsen starb im Jahr 1735 und hinterließ ein Testament vom 6. August 1735, das sich unter der Nummer PROB 11/672/270 im Britischen Nationalarchiv befindet. Nach dessen Tod fiel die Leitung des Steelyards nun an ihn.
Jacobsen, der in erster Linie als erfolgreicher Kaufmann im Steelyard im Namen Hanseatischer Kaufleute Handel trieb, war nebenher auch als Architekt tätig. Er entwarf die Pläne für das Foundling Hospital, dessen Bau im Jahr 1742 genehmigt wurde. John Horne führte die Baumaßnahmen durch. Er selbst wurde einer der Gouverneure des Krankenhauses und ein Porträt, das Thomas Hudson von ihm angefertigt hatte, hing in diesem Gebäude. Ein weiteres Porträt von ihm fertigte William Hogarth 1742. Auf diesem Bildnis hält Jacobsen einen weiteren Entwurf in der Hand, der den Grundriss für ein Dreieckiges Gebäude zeigt. Jacobsen entwarf zudem das „Royal Naval Hospital for Sick Sailors“ (Royal Hospital Haslar) in Gosport (Hants). Als Kaufmann und Architekt lebte er in der Basinghall Street in der Nähe der Guildhall.
Jacobsen wurde in der, von der hanseatischen Gemeinde Londons bevorzugt frequentierten, Kirche All Hallows-the-Great in der Thames Street bestattet.

## Mitgliedschaften
- Royal Society
- Society of Antiquaries
- Society of Arts

## Werke
Zu seinen frühen Werken zählt der Entwurf für den Neubau des baufälligen Hauptquartiers der Britischen Ostindien-Kompanie, das sogenannte „East India House“. Diese Vereinigung hatte 1725 beschlossen das Gebäude, das einerseits zu klein war und andererseits optisch nicht mehr dem Zeitgeschmack entsprach, zu erweitern oder von Grund auf neu zu errichten. Am 4. März 1726 beschloss das zuständige Komitee, diesen Umbau nach Jacobsens Plänen vorzunehmen. Nach der Fertigstellung des Gebäudesumbaus im August 1730 wurde Jacobsen mit einem Teller im Wert von 200 Guinees entlohnt, den er jedoch für einen Ring eintauschte. Dies ist vermutlich jener Ring, den er auf dem Gemälde von William Hogarth am Finger trägt.
- Foundling Hospital in London
- Royal Hospital Haslar bei Gosport[10]